# العلاقات البريطانية السريلانكية
العلاقات البريطانية السريلانكية هي العلاقات الثنائية التي تجمع بين المملكة المتحدة وسريلانكا.

## مقارنة بين البلدين
هذه مقارنة عامة ومرجعية للدولتين:
| وجه المقارنة                                              | المملكة المتحدة                 | سريلانكا                         |
| --------------------------------------------------------- | ------------------------------- | -------------------------------- |
| المساحة (كم2)                                             | 242.50 ألف                      | 65.61 ألف                        |
| عدد السكان (نسمة)                                         | 66.02 مليون                     | 21.44 مليون                      |
| الكثافة السكانية (ن./كم²)                                 | 272.25                          | 326.78                           |
| العاصمة                                                   | لندن                            | سري جاياواردنابورا كوتي، كولمبو  |
| اللغة الرسمية                                             | لغة إنجليزية، اللغة الويلزية    | اللغة السنهالية، اللغة التاميلية |
| العملة                                                    | جنيه إسترليني                   | روبية سريلانكي                   |
| الناتج المحلي الإجمالي (بليون دولار)                      | 2.62 تريليون                    | 87.17 مليار                      |
| الناتج المحلي الإجمالي (تعادل القوة الشرائية) بليون دولار | 2.72 تريليون                    | 246.62 مليار                     |
| الناتج المحلي الإجمالي الاسمي للفرد دولار أمريكي          | 43.88 ألف                       | 3.93 ألف                         |
| الناتج المحلي الإجمالي للفرد دولار أمريكي                 | 40.23 ألف                       | 11.11 ألف                        |
| مؤشر التنمية البشرية                                      | 0.907                           | 0.757                            |
| رمز المكالمات الدولي                                      | +44                             | +94                              |
| رمز الإنترنت                                              | .uk، .gb                        | .lk،                             |
| المنطقة الزمنية                                           | توقيت غرينيتش، توقيت غرب أوروبا | ت ع م+05:30                      |

## مدن متوأمة
في ما يلي قائمة باتفاقيات التوأمة بين مدن بريطانية وسريلانكية:
- ترتبط ليدز [الإنجليزية]‏ مع كولمبو باتفاقية توأمة.
- ترتبط ليدز مع كولمبو باتفاقية توأمة منذ 1949.

## منظمات دولية مشتركة
يشترك البلدان في عضوية مجموعة من المنظمات الدولية، منها:
| علم المنظمة | اسم المنظمة                               | تاريخ انضمام المملكة المتحدة | تاريخ انضمام سريلانكا |
| ----------- | ----------------------------------------- | ---------------------------- | --------------------- |
|             | بنك التنمية الآسيوي                       | 1966                         | 1966                  |
|             | مؤسسة التنمية الدولية                     | 24 سبتمبر 1960               | 27 يونيو 1961         |
|             | يونسكو                                    | 4 نوفمبر 1946                | 14 نوفمبر 1949        |
|             | وكالة ضمان الاستثمار متعدد الأطراف        | 12 أبريل 1988                | 27 مايو 1988          |
|             | الأمم المتحدة                             | 24 أكتوبر 1945               | 14 ديسمبر 1955        |
|             | دول الكومنولث                             | 11 ديسمبر 1931               | 1948                  |
|             | الاتحاد البريدي العالمي                   | ?                            | ?                     |
|             | البنك الدولي للإنشاء والتعمير             | 27 ديسمبر 1945               | 29 أغسطس 1950         |
|             | المنظمة الهيدروغرافية الدولية             | ?                            | ?                     |
|             | الاتحاد الدولي للاتصالات                  | 24 فبراير 1871               | 1897                  |
|             | منظمة حظر الأسلحة الكيميائية              | ?                            | ?                     |
|             | مؤسسة التمويل الدولية                     | 20 يوليو 1956                | 20 يوليو 1956         |
|             | المركز الدولي لتسوية المنازعات الاستشارية | 18 يناير 1967                | 11 نوفمبر 1967        |
|             | منظمة التجارة العالمية                    | 1995                         | ?                     |
|             | منظمة الشرطة الجنائية الدولية             | ?                            | ?                     |

## وصلات خارجية
- موقع وزارة الخارجية البريطانية
- موقع وزارة الخارجية السريلانكية